# Günter Kovacs
Günter Kovacs (* 17. Juli 1968 in Eisenstadt) ist ein österreichischer Politiker (SPÖ) und Angestellter. Er war von 2009 bis Februar 2019 Vizebürgermeister der Freistadt Eisenstadt und von 2010 bis Februar 2019 Abgeordneter zum Burgenländischen Landtag. Vom 28. Februar 2019 bis zum 5. Februar 2025 war er vom Burgenländischen Landtag entsandtes Mitglied des Bundesrates. In der ersten Jahreshälfte 2023 hatte Kovacs das Amt des Bundesratspräsidenten inne.

## Leben
Günter Kovacs besuchte nach der Volksschule die Hauptschule und danach das Haydn-Konservatorium. Zudem absolvierte er die Berufsschule Eisenstadt und eine betriebliche Fachschule in Wien. Kovacs ist beruflich als Angestellter der Burgenländischen Gebietskrankenkasse tätig.
Günter Kovacs begann seine politische Karriere 2002 als Gemeinderat der Freistadt Eisenstadt und war zwischen 2007 und 2009 Stadtrat. Von 2009 bis 2019 fungierte Kovacs als Vizebürgermeister der Stadt Eisenstadt. Des Weiteren ist Kovacs Vorstandsmitglied im Abwasserverband Eisenstadt-Eisbachtal, Delegierter zur Vollversammlung des Wasserleitungsverbands Nördliches Burgenland, Leiter des Sanitätskreises Eisenstadt/Großhöflein, Beiratsmitglied der Erste Bank der Österreichischen Sparkassen AG, Vorstandsmitglied des Burgenländischen Ausstellungsvereins und Beiratsmitglied der KEG Eisenstadt. Zudem ist Kovacs Mitbegründer und Sprecher in Eisenstadt der „Mobil-Funk-Initiative Burgenland“. Kovacs kandidierte bei der Landtagswahl im Burgenland 2010 auf Platz 5 des SPÖ-Kreisvorschlags für den Landtagswahlkreis Eisenstadt und wurde am 24. Juni 2010 als Abgeordneter zum Burgenländischen Landtag gewählt.
Anfang Februar 2019 folgte ihm Lisa Vogl als Eisenstädter Vizebürgermeisterin nach. Mit 28. Februar 2019 wechselte Günter Kovacs vom Landtag in den Bundesrat, im Gegenzug dazu kehrte Inge Posch-Gruska vom Bundesrat in den Landtag zurück.
Günter Kovacs setzte sich dafür ein, die Tätigkeiten des Bundesrates besser zu bewerben; Tempo 100 statt 130 sei „keine Mehrheitsmeinung“. Nach der Landtagswahl 2025 schied er aus dem Bundesrat aus.